# مارک گریسانتی
مارک جان گریسانتی (زادهٔ ۲۱ اکتبر ۱۹۶۴) یک وکیل، سیاستمدار و قاضی آمریکایی اهل نیویورک است. گریزانتی پس از انتخاب شدن به مجلس سنای ایالت نیویورک در ناحیه ۶۰ به عنوان یک جمهوری‌خواه در سال ۲۰۱۰، در ۳ ژانویه ۲۰۱۱ به عنوان سناتور ایالتی برگزیده شد. گریسانتی از سال ۲۰۱۱ تا ۲۰۱۴ در سنای ایالتی خدمت کرد. گریسانتی در ماه مه ۲۰۱۵ به دادگاه دعاوی ایالت نیویورک منصوب شد و بعداً به عنوان سرپرست دادگاه عالی ایالت نیویورک، ناحیه هشتم قضایی انتخاب شد. 
گریسانتی یکی از چهار عضو جمهوری‌خواه سنای ایالت نیویورک است که در سال ۲۰۱۱ به قانون برابری ازدواج رأی مثبت داد.